# Pullblox
Pullblox, känt som Pushmo i Nordamerika och som Hikuosu i Japan, är ett pusselspel som utvecklats av Intelligent Systems och publicerades av Nintendo till Nintendo 3DS. I spelet måste spelarna flytta klossar för att skapa steg och plattformar, i slutändan för att nå barn som har fångats i stora strukturer. Spelet blev efterföljd av Fallblox, som släpptes 2012 till Nintendo 3DS, och Pullblox World, som släpptes 2014 till Wii U.